# Kola (ville)
Pour les articles homonymes, voir Kola.
Kola (en russe : Кола) est une ville de l'oblast de Mourmansk, en Russie, et le chef-lieu administratif du raïon de Kola. C'est la ville la plus ancienne de la péninsule de Kola. Sa population s'élevait à 9 681 habitants au en 2019. Elle est dépassée par Mourmachi qui est la ville la plus peuplée du raïon.

## Géographie
Kola est située au fond de la baie de Kola, à la confluence des fleuves côtiers Kola et Touloma. Elle se trouve à 12 km au sud de Mourmansk et à 24 km au sud-ouest de Severomorsk.

## Histoire
Le district de Kolo est mentionné pour la première dans des chroniques russes de 1264. La région fut colonisée par les Pomors, qui bâtirent le fort de Kola en 1565. Les Suédois ne purent s'emparer du fort pendant la guerre russo-suédoise de 1590-1595. Au XVIIe siècle, il connut une période de prospérité comme point de départ des expéditions navales des Pomors vers le Spitzberg et la Nouvelle-Zemble. Les frères du monastère de la Petchenga vinrent également s'y installer.
Kola fut élevée au statut de ville en 1784, mais entra dans une phase de déclin lorsque la Russie put accéder à la mer Baltique. Le gouvernement tsariste y exila certains de ses adversaires. Pendant la guerre de Crimée, un navire de guerre britannique bombarda la ville pendant vingt heures, la réduisant en cendres.
|  |

En conséquence, le chef-lieu administratif de l'ouiezd — ancêtre du raïon — fut transféré de Kola à Kem. La ville ruinée fut ensuite éclipsée par Mourmansk, située en aval du fjord, dont elle est devenue un satellite. Elle fut officiellement classée comme commune rurale entre 1926 et 1965.

## Patrimoine
Des remparts en terre et des fossés de l'ancienne forteresse subsistent, mais le monument principal de Kola est la cathédrale de l'Annonciation. Construite de 1800 à 1809, elle est probablement la première construction en pierre de la péninsule de Kola. Les autres centres d'intérêt de la ville sont le musée ethnographique des Pomors et Mouramachi, la source thermale la plus septentrionale de Russie.

## Population
Recensements (*) ou estimations de la population
| 1856 | 1897* | 1926* | 1939* | 1959*  | 1970*  |
| ---- | ----- | ----- | ----- | ------ | ------ |
| 507  | 615   | 614   | 8 385 | 12 273 | 12 085 |

| 1979*  | 1989*  | 2002*  | 2010*  | 2012   | 2013   |
| ------ | ------ | ------ | ------ | ------ | ------ |
| 13 301 | 16 541 | 11 060 | 10 437 | 10 250 | 10 135 |

| 2014   | 2015  | 2016  | 2017  | 2018  | 2019  |
| ------ | ----- | ----- | ----- | ----- | ----- |
| 10 101 | 9 853 | 9 735 | 9 701 | 9 691 | 9 681 |